# Az elsüllyedt világok
Az elsüllyedt világok (eredeti cím: Les Mondes engloutis) 1985-től 1987-ig futott francia televíziós rajzfilmsorozat, amelynek az alkotói Nina Wolmark és Gilbert Wolmark, a rendezője Michel Gauthier, a zeneszerzője Vladimir Cosma. A tévéfilmsorozat a France Animation gyártásában készült. Műfaját tekintve kalandfilmsorozat, fantasy filmsorozat és sci-fi filmsorozat. Kezdetben Franciaországban az Antenne 2 (ma France 2) sugározta a Récré A2 műsor keretében, és 52 részesre készült. Később Amerikában, Nyugat-Európa több országában, illetve Dél-Koreában és Japánban sugározták. Az akkori szocialista országok közül Magyarországon és Lengyelországban vetítették. Később, 2005-ben a Minimaxon újra műsorra tűzték, ezzel együtt Csehországban és Romániában is bemutatták.
A nagy világrengés Arkadiát a föld alá temette. Azóta Arkadia lakói a föld alatt élnek. Múltjukat elfelejtették, mert őseik így akarták. Egyszer napjuk, a Shagma beteg lett. Ekkor Arkadia gyermekei bemerészkedtek a múzeumba, ahová addig tilos volt belépniük. A múltjukról felfedeztek néhány adatot, a Shagma meggyógyítására azonban nem találtak megoldást. A gyermekek megalkották, majd a Föld felszíne felé küldték követüket, Arkanát.

## Szereplők
| Név             | Micsoda?           | Magyar hangja                                   | Magyar hangja      |
| Név             | Micsoda?           | 1. évad (1988)                                  | 2. évad (2009)     |
| --------------- | ------------------ | ----------------------------------------------- | ------------------ |
| Arkana          | követ              | Détár Enikő                                     | Agócs Judit        |
| Spartakus       | harcos             | Malcsiner Péter                                 | Malcsiner Péter    |
| Shag Shag       | űrhajó             | Kerekes József                                  | Kerekes József     |
| Bic             | tobzoska           | Harkányi Endre                                  | Harkányi Endre     |
| Bac             | tobzoska           | Maros Gábor                                     | Maros Gábor        |
| Bob             | gyerek             | Kaszás Gergő                                    | Czető Roland       |
| Rebecca         | gyerek             | Köves Dóra                                      | Hermann Lilla      |
| Maxigáz         | kalóz              | Farkas Antal                                    | Papp János         |
| Popócici        | kalóz              | Hacser Józsa                                    | Tóth Judit         |
| Popfej          | kalóz              | Szabó Ottó                                      | Reviczky Gábor     |
| Agyalap         | kalóz              | Csákányi László                                 | Harsányi Gábor     |
| Zsebpiszok      | kalóz              | Rátonyi Róbert                                  | Forgács Gábor      |
| Shagmir         | bölcs              | Kovács István                                   | Kovács István      |
| Loria           | bölcs              | Polónyi Gyöngyi                                 | Molnár Piroska     |
| Shangora        | gyermek            | Csellár Réka                                    | Gulás Fanni        |
| Shangor         | gyermek            | Boros Zoltán                                    | ?                  |
| Narrátor        | Narrátor           | Sinkó László                                    | Végvári Tamás      |
| Arkshag         |                    | Juhász Jácint                                   | Albert Péter       |
| Vagdalnok       | lantos             | Józsa Imre                                      | Galbenisz Tomasz   |
| Meo             |                    | Komlós András                                   | Csuha Lajos        |
| Myra            |                    | Für Anikó                                       | Pekár Adrienn      |
| Asszony         | eltűnt idő rabnője | Sára Bernadette                                 | Málnai Zsuzsa      |
| 1. Vizsgálóbíró | inkvizítor         | Schlanger András                                | Fesztbaum Béla     |
| 2. Vizsgálóbíró | inkvizítor         | Farkas Bálint                                   | Hegedűs Miklós     |
| 3. Vizsgálóbíró | inkvizítor         | Cs. Németh Lajos                                | Elek Ferenc        |
| Diogenész       |                    | Turgonyi Pál                                    | Gardi Tamás        |
| Nyakighomlok    | bérgyilkos         | Horkai János                                    | Bolla Róbert       |
| Lézenge         | zsebmetsző         | Kósa András                                     | Bodrogi Attila     |
| Csucsu          | kalóz              | Salinger Gábor                                  | Magyar Bálint      |
| Ikonuk          | eszkimó            | Rosta Sándor                                    | Karsai István      |
| Kaduak          | eszkimó            | Kozáry Ferenc                                   | Pálmai Szabolcs    |
| Thot            | szörny             | Vajda László                                    | Orosz István       |
| Írmag           | asztrofizikus      | Bicskey Károly                                  | Ujréti László      |
| Shad            | gyerek             | Réczei Tamás                                    | nem szerepelt      |
| Léz             |                    | Jakab Csaba                                     | nem szerepelt      |
| ének            | ének               | - Kováts Kriszta - Gergely Róbert - Victor Máté | archív felvétellel |

- További magyar hangok (1. évadban): Alapi Gergely, Áts Gyula, Baranyi László, Beregi Péter, Cseke Péter, Csikos Gábor, Csutka István, Dimulász Miklós, Elekes Pál, Faragó József, Farkas Bálint, Fazekas Zsuzsa, Hankó Attila, Helyey László, Incze József, Jakab Csaba, Joó László, Juhász Jácint, Kárpáti Tibor, Kassai Károly, Kéry Gyula, Kisfalussy Bálint, Kiss László, Komlós András, Kozáry Ferenc, Kránitz Lajos, Lengyel Kati, Melis Gábor, Mihályi Győző, O. Szabó István, Orosz István, Pápai Erika, Pápai Erzsi, Prókai Annamária, Pusztai Péter, Rácz Géza, Rajna Mária, Schlanger András, Somlai Edina, Somogyvári Pál, Soós Edit, Soós László, Szatmári István (utolsó szerepe, 1988-ban), Szerednyey Béla, Szokol Péter, Szoó György, Tyll Attila, Vadász Bea, Wohlmuth István
- További magyar hangok (2. évadban): Bácskai János, Barbinek Péter, Bókai Mária, Berkes Bence, Czető Ádám, Előd Botond, Garamszegi Gábor, Gardi Tamás, Gruber Hugó, Halász Aranka, Haumann Péter, Hegedűs Miklós, Imre István, Izsóf Vilmos, Jakab Csaba, ifj. Jászai László, Kárpáti Levente, Kiss Anikó, Komáromi Márk, Koncz István, Kováts Dániel, Makay Sándor, Megyeri János, Molnár Ilona, Morvay Bence, Némedi Mari, Ősi Ildikó, Penke Bence, Péter Richárd, Presits Tamás, Pupos Tímea, Sági Tímea, Sörös Sándor, Stern Dániel, Szalay Csongor, Szersén Gyula, Szinovál Gyula, Szokol Péter, Tarján Péter, Tolnai Miklós, Ullmann Zsuzsa, Varga T. József, Varga Tamás, Versényi László

### Szinkronstábok
| Magyar változat munkatársai | Magyar változat munkatársai                           | Magyar változat munkatársai                  |
| Beosztás                    | (1. évad, 1988)                                       | (2. évad, 2009)                              |
| --------------------------- | ----------------------------------------------------- | -------------------------------------------- |
| Felolvasó                   | - Mohai Gábor (8 részben) - Bozai József (18 részben) | Kovács M. István                             |
| Magyar szöveg               | Dr. Hársing Lajos                                     | - Dr. Hársing Lajos verseiből - Neményi Róza |
| Hangmérnök                  | Kováts Gábor                                          | Kozák Péter                                  |
| Rendezőasszisztens          | Nikodém Zsigmond                                      | –                                            |
| Vágó                        | Kocsis Éva                                            | Kováts Jutka                                 |
| Gyártásvezető               | Miklai Mária                                          | Tóth Flóra                                   |
| Szinkronrendező             | Rehorovszky Béla                                      | Sostarics Ágnes                              |
| Szinkronstúdió              | Magyar szinkron- és Videovállalat                     | Arteam                                       |
| Megrendelő                  | Magyar Televízió                                      | Minimax                                      |

## Epizódok
A helyes sorrendben az első évadnál a cím után a magyar DVD-kiadásbeli hely szerepel.

### 1. évad
| Sor. | Év. | Magyar cím                                    | Francia cím                           | Angol cím                           | DVD | Magyar sorrend | Magyar sorrend |
| Sor. | Év. | Magyar cím                                    | Francia cím                           | Angol cím                           | DVD | MTV1           | Minimax        |
| ---- | --- | --------------------------------------------- | ------------------------------------- | ----------------------------------- | --- | -------------- | -------------- |
| 1.   | 1.  | Arkadia városa (1. DVD)                       | La cité d'Arkadia                     | The City of Arkadia                 | 1.  | 1.             | 1.             |
| 2.   | 2.  | A démon cölöpfalui (6. DVD)                   | Les pilotis du démon                  | Between Two Worlds                  | 6.  | 18.            | 22.            |
| 3.   | 3.  | Thot (8. DVD)                                 | Thot                                  | Arkana & the Beast                  | 8.  | 24.            | 7.             |
| 4.   | 4.  | Nyaraló kalózok (4. DVD)                      | Le Klub pirate                        | The Pirate Klub                     | 9.  | 10.            | 8.             |
| 5.   | 5.  | Az élő kristály (3. DVD)                      | Le cristal vivant                     | Living Crystal                      | 11. | 7.             | 10.            |
| 6.   | 6.  | A mogokhok törvénye (7. DVD)                  | La loi des Mogokhs                    | The Law of the Mogokhs              | 14. | 23.            | 12.            |
| 7.   | 7.  | Arkadia ezeregy órája (2. DVD)                | Les mille et une heures d'Arkadia     | Night of Amazons                    | 7.  | 4.             | 17.            |
| 8.   | 8.  | Démoszthenész, avagy D.D. (6. DVD)            | Démosthène, dit D.D.                  | The Capture of Demosthenes          | 20. | 17.            | 6.             |
| 9.   | 9.  | Tada és a szent jelvények (5. DVD)            | Tada et les insignes sacrés           | Tada and the Royal Insigna          | 18. | 15.            | 15.            |
| 10.  | 10. | Jégvilág (1. DVD)                             | Icelandis le vaisseau fantôme         | The Icy Web                         | 4.  | 2.             | 4.             |
| 11.  | 11. | A kalózegyezmény (4. DVD)                     | La convention pirate                  | The Pirate Convention               | 15. | 12.            | 13.            |
| 12.  | 12. | Shag Shag megbolondul (5. DVD)                | La folie de Shagshag                  | Out of Control                      | 12. | 13.            | 11.            |
| 13.  | 13. | Gyerekek és egerek (1. DVD)                   | Des enfants et des souris             | Children and Mice                   | 5.  | 3.             | 5.             |
| 14.  | 14. | Barkar játékosai (6. DVD)                     | Les partenaires de Barkar             | The Gladiators of Barkar            | 2.  | 16.            | 2.             |
| 15.  | 15. | Qin császár és a nyolcadik birodalom (7. DVD) | L'empereur Qin et le huitième royaume | Emperor Quin and the Eighth Kingdom | 3.  | 11.            | 3.             |
| 16.  | 16. | Arkana szíve (8. DVD)                         | Le Temkor d'Arkana                    | The Dark Hole                       | 19. | 25.            | 16.            |
| 17.  | 17. | A doboló ember (8. DVD)                       | L'homme tambour                       | The Drummer                         | 16. | 20.            | 21.            |
| 18.  | 18. | Rebecca, a tó kalóza (3. DVD)                 | Rébecca, pirate du lac                | Rebecca Pirate of the Sea           | 23. | 8.             | 24.            |
| 19.  | 19. | A csillagok gyógyítója (3. DVD)               | Le guérisseur d'étoiles               | Star Healer                         | 22. | 9.             | 18.            |
| 20.  | 20. | Az eltűnt idő rabjai (7. DVD)                 | Les prisonniers du temps perdu        | Prisoners of Lost Time              | 21. | 19.            | 20.            |
| 21.  | 21. | Az eszkimók szent jelvénye (2. DVD)           | La Taka des Inuks                     | Emergency Landing                   | 10. | 6.             | 9.             |
| 22.  | 22. | A csodák udvara (5. DVD)                      | Villon, la cour des miracles          | The Court Miracles                  | 25. | 14.            | 19.            |
| 23.  | 23. | A nagy háború (2. DVD)                        | La guerre interstrates                | Interstratas War                    | 24. | 5.             | 25.            |
| 24.  | 24. | Góg és Magóg (7. DVD)                         | Gog et Magog                          | The Defeat of Gog and Magog         | 17. | 22.            | 14.            |
| 25.  | 25. | Doktor Teszt (4. DVD)                         | Docteur Test                          | Dr Test                             | 13. | 21.            | 23.            |
| 26.  | 26. | A sárgaréz titka (8. DVD)                     | Le secret de l'Orichalque             | The Secret of the Orichalque        | 26. | 26.            | 26.            |

### 2. évad
| Sor. | Év. | Magyar cím                | Francia cím                   | Angol cím                  | DVD |
| ---- | --- | ------------------------- | ----------------------------- | -------------------------- | --- |
| 27.  | 1.  | A sárgaréz próféciája     | Le retour de l'Orichalque     | Prophecy of the Auracite   | 27. |
| 28.  | 2.  | A legveszélyesebb játszma | L'échiquier des mondes        | The Most Dangerous Game    | 33. |
| 29.  | 3.  | Cyrano                    | Cyrano                        | Cyrano de Borbatrack       | 35. |
| 30.  | 4.  | A kötéltánc               | Zara ou l'éternel retour      | The Tightrope              | 28. |
| 31.  | 5.  | Az eltorzult szivárvány   | La jeunesse de Spartakus      | The Twisted Rainbow        | 30. |
| 32.  | 6.  | A veszélyes toronyház     | Ringnar-Bizeness              | High Risk Highrise         | 36. |
| 33.  | 7.  | A gyermek fáraó           | Toutankhaton, le combat royal | The Boy Pharaoh            | 29. |
| 34.  | 8.  | Az úszó kaszinó           | Casino pirate                 | The Floating Casino        | 32. |
| 35.  | 9.  | Bob herceg                | Le règne de Bob               | Prince Matt                | 34. |
| 36.  | 10. | A kaméleonok országa      | Les Hommes-Caméléons          | The Land of the Chameleons | 31. |
| 37.  | 11. | A Manatu amulettje        | Ogida le Cherokee             | The Token of the Manitou   | 40. |
| 38.  | 12. | A nyelvek mestere         | Le maître des écritures       | The Master of the Tongues  | 39. |
| 39.  | 13. | A nagy pók országa        | Bic et Bac, superpangolins    | Land of the Greater Spider | 38. |
| 40.  | 14. | A béke váltságdíja        | Alexis et la horde d'or       | The Ransom of Peace        | 42. |
| 41.  | 15. | A mélység háromszöge      | Le triangle des Abyssos       | The Triangle of the Deep   | 37. |
| 42.  | 16. | Albert bácsi              | Oncle Albert                  | Uncle Albert               | 44. |
| 43.  | 17. | Shag Shag rémálma         | Sacrés pirates                | Terhrig's Nightmare        | 43. |
| 44.  | 18. | A barkar-i testvérek      | Les frères de Barkar          | The Brothers of Barkar     | 41. |
| 45.  | 19. | Nyaralási láz             | Drôles de vacances            | Holiday Fever              | 47. |
| 46.  | 20. | A dodó                    | Le dodo des dodos             | Dodo                       | 45. |
| 47.  | 21. | A Sagma árnyéka           | L'ombre de Tehra              | The Shadow of Tehra        | 46. |
| 48.  | 22. | A Kondor temploma         | Le temple du condor           | The Temple of the Condor   | 49. |
| 49.  | 23. | Thot mama                 | Madame Thot                   | Mama Thot                  | 48. |
| 50.  | 24. | A hajnal kapuja           | La porte de l'aurore          | Gateway to Dawn            | 50. |
| 51.  | 25. | A fény útja               | Le chemin de lumière          | The Path of Light          | 51. |
| 52.  | 26. | Máshová és a holnapba     | Vers l'ailleurs et demain     | The Elsewhere and Tomorrow | 52. |

## Változatai különféle nyelveken
Bemutatás szerinti időrendi sorrendben:
- Les Mondes Engloutis (1985)
- Spartakus and the Sun Beneath the Sea (1985)
- 잠겨진 세계들 (Csamgjodzsin Szegjedul (Jamgyeojin Segyedeul); 1985)
- Espartaco y el Sol Bajo el Mar
- Arkadia – reisen til jordas indre (1986)
- Szagma albo zaginione światy (1987)
- Σάγκμα, ταξίδι στο κέντρο της γης (1987)
- Az elsüllyedt világok (1988)
- Kayıp Dünyalar (1989)
- 1990-es vetítéskor „Los Mundos Sumergidos”, mikor 2000-ben újra vetíteni kezdték, „Shagma” címen mutatták be.
- Шагма и затонувшие миры (Sagma i zatonuvsie miri)
- I mondi sommersi (1991)
- zulu nyelv ismeretlen címen (1999)
- Spartakus a podmořské slunce (2005)
- Spartacus și soarele de dincolo de mări (2005)

## A magyar változat munkatársai
- Magyar szöveg: Hársing Lajos
- Hangmérnök: Kovács Gábor
- Rendezőasszisztens: Nikodém Zsigmond
- Vágó: Kocsis Éva
- Gyártásvezető: Miklai Mária
- Szinkronrendező: Rehorovszky Béla

## Betétdalok
| Cím                      | Előadók                                                                                            | Előadók                                            | Epizódszám                                              |
| Cím                      | 1. évadban, 1988-ban                                                                               | 2. évadban, 2009-ben                               | Epizódszám                                              |
| ------------------------ | -------------------------------------------------------------------------------------------------- | -------------------------------------------------- | ------------------------------------------------------- |
| Főcímdal és végefőcímdal | Kováts Kriszta Gergely Róbert Victor Máté                                                          | (archív felvétellel)                               | 52 részben                                              |
| Kalózok dala             | Farkas Antal Csákányi László Rátonyi Róbert Hacser Józsa Kováts Kriszta Gergely Róbert Victor Máté | Papp János Harsányi Gábor Forgács Gábor Tóth Judit | 1, 4, 8, 10-11, 18-19, 21, 25-26, 28, 32-34, 37, 43, 50 |
| Bic és Bac dala          | nem szerepelt                                                                                      | Harkányi Endre Maros Gábor                         | 27, 34-35, 39, 41-49, 51-52                             |